# Браљија (Ферара)
Браљија (итал. Braglia) је насеље у Италији у округу Ферара, региону Емилија-Ромања.
Према процени из 2011. у насељу је живело 19 становника. Насеље се налази на надморској висини од -1 м.